# 久安百首
久安百首（きゅうあんひゃくしゅ）は、平安時代後期、崇徳院の命により14名の歌人が久安6年（1150年）までに詠進した百首歌。久安六年御百首、崇徳院御百首とも称される。
歌人別に歌が並ぶ非部類本と、藤原俊成が部類した部類本の2種類がある。

## 成立
崇徳院は生涯に少なくとも３度百首歌を主催したが、全容が明らかなのは「久安百首」のみである。初度百首は在位中〔永治元年（1141年）10月以前〕に「堀河百首」題で召したもので、藤原教長や源行宗の家集に片鱗が見える。譲位後に召した第二度百首が「久安百首」であり、第三度百首（句題百首）は藤原教長・藤原公重ら近臣の家集に残る。
応製百首の先例である「堀河百首」が第五勅撰集『金葉和歌集』撰進の資料であったように、「久安百首」も第六勅撰集『詞花和歌集』の資料として召されたと考えられている。ただ、康治年間（1142年～1144年）に崇徳院から題が下され、久安6年に詠進歌が出揃ったものの、『詞花集』奏覧は翌仁平元年（1151年）であり、『詞花集』撰者の藤原顕輔が「久安百首」を十分検討することは困難であったと考えられる。また、顕輔は当代歌人の歌を原則1首しか採らなかったため、「久安百首」から『詞花集』に入集したのはわずか5首となった。
また、四位に叙された藤原俊成のもとへ、「久安百首」を部類して奉るようにという崇徳院の命が下った。教長、顕輔など「数輩之上臈」を差し置いての抜擢であり、俊成は仁平3年（1153年）暮秋に崇徳院に部類本を奏覧したが、同年１月に没した平忠盛の替わりに藤原隆季の歌を切り入れるよう院の仰せがあり、初度の奏覧本は返却された。俊成が隆季の追進した百首を継ぎ入れ部類しなおしている間に、保元元年（1156年）保元の乱が勃発し、崇徳院は讃岐に配流され、長寛2年（1164年）に崩御したため、再度奏覧する機会は失われた。
部類から30年余りの時を経た文治4年（1188年）、俊成が撰進した第七勅撰集『千載和歌集』には「久安百首」から126首が入集した。

### 出詠歌人
崇徳院、藤原公能（徳大寺公能）、藤原教長、藤原顕輔、藤原季通、藤原隆季、藤原親隆、藤原実清、藤原顕広（俊成）、藤原清輔、待賢門院堀河、上西門院兵衛、待賢門院安芸（郁芳門院安芸）、故左大臣家小大進（花薗左大臣家小大進）の14名である。
給題当初は、崇徳院、藤原公行（三条公行）、藤原公能、源行宗、藤原教長、藤原顕輔、平忠盛、藤原親隆、藤原顕広、僧都覚雅、待賢門院堀河、上西門院兵衛、待賢門院安芸（郁芳門院安芸）、故左大臣家小大進（花薗左大臣家小大進）の14名であったが、康治2年（1143年）に源行宗、久安2年（1146年）に覚雅 、久安4年（1148年）に藤原公行が没したため、替わって藤原季通、藤原清輔、藤原実清が加えられた。その後、仁平3年（1153年）に平忠盛が没したため、藤原隆季が追補された。

### 題
崇徳院からの給題は、春20首、夏10首、秋20首、冬10首、恋歌20首、雑歌20首（神祇2首・慶賀2首・釈教2首・無常2首・離別1首・羇旅5首・物名2首・短歌1首）

### 部類本
部類本における部立・配列は次の表のとおり。
| 巻     | 巻名   | 歌題 | 歌数  | 歌数  |
| ------ | ------ | --- | ----- | ----- |
| 巻第一 | 春歌上 | 立春、早春、子日、若菜、鶯、霞、残雪、梅花、早蕨、柳、帰雁 | 134首 | 280首 |
| 巻第二 | 春歌下 | 桜、春歌、春雨、春田、春駒、呼子鳥、三月三日、すみれ、つつじ、山吹、かきつばた、藤花、暮花、暮春                                                                          | 146首 | 280首 |
| 巻第三 | 夏歌   | 首夏、初夏、卯花、あふひ、牡丹、郭公、菖蒲、五日、五月雨、花橘、早苗、郭公、くゐな、ほたる、ともし、 夏歌、とこなつ、うがは、はちす、夏夜月、氷室、泉水、夏の暮れ、六月祓 | 140首 | 140首 |
| 巻第四 | 秋歌上 | 立秋、早秋、七夕、萩、女郎花、荻、蘭、薄、刈萱、秋歌、月 | 146首 | 280首 |
| 巻第五 | 秋歌下 | こまむかへ、初雁、露、霧、あさがほ、鹿、秋田、虫、きく、十三夜、月歌、秋歌、紅葉、九月尽                                                                                  | 134首 | 280首 |
| 巻第六 | 冬歌   | 初冬、時雨、落葉、しも、冬歌、あられ、こほり、水鳥、千鳥、ゆき、冬歌、神楽、すみがま、うづみ火、冬歌、歳暮                                                                | 140首 | 140首 |
| 巻第七 | 恋歌上 | （小題はなく恋の進行順などで並べられている） | 142首 | 279首 |
| 巻第八 | 恋歌下 | （小題はなく恋の進行順などで並べられている） | 137首 | 279首 |
| 巻第九 | 雑歌上 | 神祇歌、慶賀歌、釈教歌、無常歌、離別歌 | 168首 | 280首 |
| 巻第十 | 雑歌下 | 羇旅歌、物名歌、短歌 | 112首 | 280首 |

## 主な作品
『詞花和歌集』に入撰した5首、歌論書『古来風躰抄』『近代秀歌』『詠歌大概』『定家八代抄』の秀歌撰に入る歌、その他著名な歌を挙げる。
- 崇徳院
  - 子日すと春の野ごとにたづぬれば松にひかるる心地こそすれ（『詞花集』春8）
  - 瀬をはやみ岩にせかるる滝川のわれても末にあはむとぞ思ふ（『詞花集』恋上229）
  - 春の夜は吹まふ風の移り香に木ごとに梅と思ひけるかな　　（『千載集』春歌上25）
  - 朝夕に花待つ程は思ひ寝の夢の中にぞ咲きはじめける　　　（『千載集』春歌上41）
  - 花は根に鳥は古巣に帰るなり春のとまりを知る人ぞなき　　（『千載集』春歌下122）
  - 五月雨に花橘のかほる夜は月すむ秋もさもあらばあれ　　　（『千載集』夏歌176）
  - 七夕に花染め衣ぬぎかせば暁露のかへすなりけり　　　　　（『千載集』秋歌上239）
  - この頃の鴛鴦のうきねぞあはれなる上毛の霜よ下の氷よ　　（『千載集』冬歌432）
  - 歎くまに鏡の影もおとろへぬ契りしことのかはるのみかは　（『千載集』恋歌五936）
  - 道の辺の塵に光をやはらげて神も仏のなのるなりけり　　　（『千載集』神祇歌1257）
  - 山高み岩根の桜ちる時は天の羽衣なづるとぞ見る　　　　　（『新古今集』春歌下131）
  - いつしかと荻の葉むけの片よりにそそや秋とぞ風もきこゆる（『新古今集』秋歌上286）
  - 五月山弓末ふりたてともす火に鹿やはかなく目をあはすらん（『新拾遺集』夏歌274）
- 藤原公能
  - 我が恋は千木の片削かたくのみ行きあはで年のつもりぬるかな（『新古今集』恋歌二1114）
- 藤原教長
  - ふるさとにとふ人あらば山桜ちりなむ後をまてとこたへよ　（『詞花集』春29）
- 藤原顕輔
  - 天河よこぎる雲や七夕のそらたき物の煙なるらん　　　　　（『詞花集』秋87）
  - 葛城や高間の山の桜花雲居のよそに見てや過ぎなむ　　　　（『千載集』春歌上56）
  - 高砂の尾上の松を吹く風の音にのみやは聞きわたるかな　　（『千載集』恋歌一651）
  - 秋風にたなびく雲の絶え間よりもり出づる月の影のさやけさ（『新古今集』秋歌上413）
- 藤原季通
  - 厭ひても猶おしまるる我が身かな再び来べきこの世ならねば（『詞花集』雑上346）
  - 吉野山花は半ばに散りにけり絶え絶え残る峰のしら雲　　　（『千載集』春歌下80）
  - 野分する野辺のけしきを見渡せば心なき人あらじとぞ思ふ　（『千載集』秋歌上257）
- 藤原俊成
  - 五月雨はたく藻の煙うちしめり塩たれまさる須磨の浦人　　（『千載集』夏歌183）
  - いつとても惜しくやはあらぬ年月を禊に捨つる夏の暮かな　（『千載集』夏歌223）
  - 八重葎さしこもりにし蓬生にいかでか秋の分きてきつらん　（『千載集』秋歌上228）
  - 夕されば野辺の秋風身にしみて鶉鳴くなり深草の里　　　　（『千載集』秋歌上258）
  - 石ばしる水の白玉数見えて清滝川にすめる月影　　　　　　（『千載集』秋歌上283）
  - まばらなる槙の板やに音はしてもらぬ時雨や木の葉なるらん（『千載集』冬歌403）
  - 月冴ゆる氷の上に霰降り心くだくる玉川の里　　　　　　　（『千載集』冬歌443）
  - 浦づたふ磯のとまやのかぢ枕ききもならはぬ浪の音かな　　（『千載集』羇旅歌514）
  - 恋をのみしかまの市にたつ民もたえぬ思ひに身をやかへてん（『千載集』恋歌一856）
  - おく山の岩かき沼のうきぬなはふかき恋路に何乱れけむ　　（『千載集』恋歌五939）
  - みしぶつき植ゑし山田にひたはへて又袖ぬらす秋は来にけり（『新古今集』秋歌上301）
  - 荻の葉も契ありてや秋風のおとづれそむるつまとなるらむ　（『新古今集』秋歌上305）
  - いかにして袖に光のやどるらむ雲ゐの月は隔てこし身を　　（『新古今集』雑歌上1510）
- 藤原清輔
  - みごもりに蘆の若葉や萌えぬらむ玉江の沼をあさる春駒　　　（『千載集』春歌上35）
  - 神垣の三室の山は春来てぞ花の白木綿かけて見えける　　　　（『千載集』春歌上58）
  - 龍田姫かざしの玉の緒を弱み乱れにけりと見ゆる白露　　　　（『千載集』秋歌上264）
  - 塩竈の浦ふく風に霧はれて八十島かけてすめる月影　　　　　（『千載集』秋歌上284）
  - 難波女のすくもたく火の下こがれ上はつれなき我が身なりけり（『千載集』恋歌一664）
  - をのづから涼しくもあるか夏衣ひもゆふ暮の雨のなごりに　　（『新古今集』夏歌264）
  - 君来ずは一人や寝なむささの葉のみ山もそよにさやぐ霜夜を　（『新古今集』冬歌616）
- 待賢門院堀河
  - 雪ふかき岩のかけ道跡たゆる吉野のさとも春はきにけり　　　（『千載集』春歌上3）
  - いづかたに花咲ぬらむと思ふより四方の山辺に散る心かな　　（『千載集』春歌上42）
  - さらぬだに夕べさびしき山里の霧の籬に牡鹿鳴くなり　　　　（『千載集』秋歌下310）
  - 長からむ心も知らず黒髪の乱れて今朝は物をこそ思へ　　　　（『千載集』恋歌三801）
  - のこりなく我がよふけぬと思ふにもかたぶく月にすむ心かな　（『千載集』雑歌上997）
- 待賢門院安芸
  - 笹の葉を夕露ながら折り敷けば玉散る旅の草枕かな　　　　　（『千載集』羇旅歌514）
- 花薗左大臣家小大進
  - あす知らぬ三室の岸の根なし草なにあだし世に生ひはじめけむ（『千載集』雑歌中1129）